# Stazione di Bernay
La stazione di Bernay (in francese Gare de Bernay) è la principale stazione ferroviaria di Bernay, Francia.